# دهلقین
دهلقین، روستایی از توابع بخش مرکزی شهرستان صحنه در استان کرمانشاه ایران است.

## جمعیت
این روستا در دهستان خدابنده‌لو قرار دارد و براساس سرشماری مرکز آمار ایران در سال ۱۳۸۵، جمعیت آن ۴۱۴ نفر (۱۱۳خانوار) بوده‌است.